# 丰佩德拉萨
丰佩德拉萨，是西班牙卡斯蒂利亚-莱昂巴利亚多利德省的一个市镇。总面积16平方公里，2001年普查人口總數為143人，人口密度為每平方公里9人。